# Generación X
| Generaciones sociales de Occidente |
| --- |
| Generación perdida Generación grandiosa Generación silenciosa Baby boomer Generación X Generación Y Generación Z Generación Alfa Generación Beta |

La generación X (o gen X para abreviar) es la cohorte demográfica que sigue a los baby boomers y que precede a los milénicos. Los investigadores y los medios de comunicación suelen utilizar los años de nacimiento entre 1965 y 1981 para definir esta generación, aunque algunas fuentes utilizan años de nacimiento que comienzan ya en 1960 y terminan en algún momento entre 1977 y 1985. Algunos consideran que la generación Jones (1954-1965) forma parte de la generación X. La mayoría de los miembros de la generación X son hijos de la generación silenciosa y de los primeros boomers, y suelen ser los padres de los milénicos y de la generación Z.
Cuando eran niños en los años 70 y 80, una época de cambios en los valores sociales, a los gen X se les llamaba a veces la generación de la llave, debido a la reducida supervisión de los adultos en comparación con las generaciones anteriores. Esto fue el resultado del aumento de las tasas de divorcio y de la mayor participación de las madres en el mercado laboral, antes de la amplia disponibilidad de opciones de cuidado de los niños fuera del hogar. En los decenios de 1980 y 1990, los gen X fueron apodados la generación MTV (en referencia al canal de vídeos musicales), y a veces se les caracterizó como holgazanes, cínicos y desafectos. Algunas de las influencias culturales en la juventud de la generación X fueron los géneros musicales del grunge y el hip hop, y las películas independientes. En la mediana edad, los investigadores los describen como activos, felices y que logran un equilibrio entre el trabajo y la vida. A esta cohorte se le han atribuido tendencias empresariales, y fue la última generación en Estados Unidos para la que la educación postsecundaria era ampliamente remuneradora desde el punto de vista financiero. Se estima que la generación X abarca el 18,2 % de la población mundial.

## Terminología

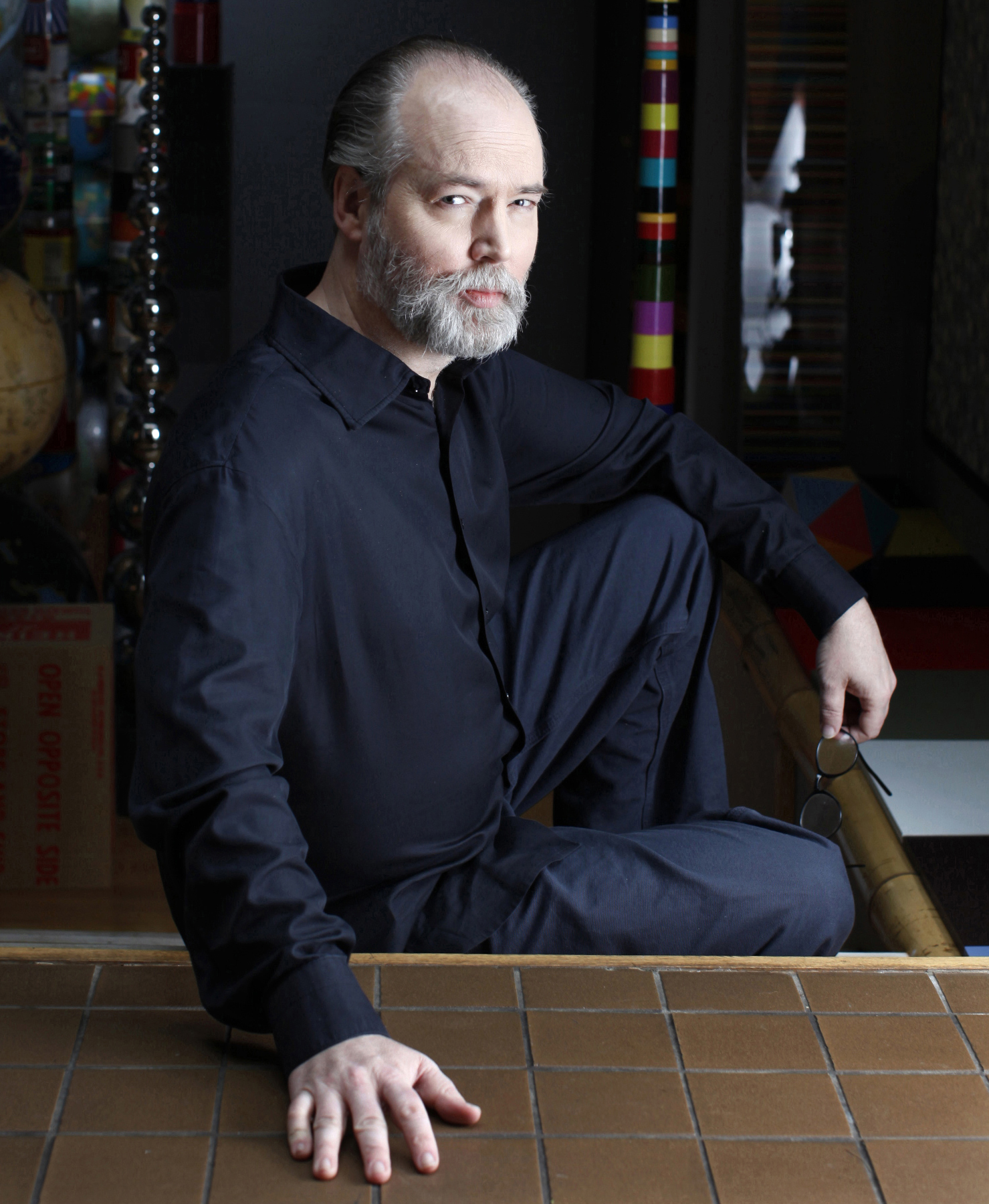
Douglas Coupland popularizó el término generación X en su novela de 1991 Generation X: Tales for an Accelerated Culture

El término generación X se ha utilizado en varias ocasiones para describir a la juventud alienada. A principios de los años 50, el fotógrafo húngaro Robert Capa utilizó por primera vez el término como título de un ensayo fotográfico sobre los jóvenes que crecieron inmediatamente después de la Segunda Guerra Mundial. El término apareció por primera vez en el número de diciembre de 1952 de la revista Holiday anunciando la próxima publicación del fotoensayo de Capa. De 1976 a 1981, el músico inglés Billy Idol utilizó el apodo como nombre de su banda de punk rock. Idol había atribuido el nombre de su banda al libro Generación X, una obra de 1965 sobre la cultura juvenil popular británica escrito por los periodistas Jane Deverson y Charles Hamblett, una copia de la cual había sido propiedad de la madre de Idol. Estos usos del término parecen no tener conexión con el fotoensayo de Robert Capa.

El término adquirió su aplicación contemporánea después del lanzamiento de Generation X: Tales for an Accelerated Culture, una novela de 1991 escrita por el autor canadiense Douglas Coupland. En 1987, Coupland había escrito un artículo en Vancouver Magazine titulado Generación X que fue «la semilla de lo que se convertiría en el libro». Coupland hizo referencia a la banda de Billy Idol Generación X en el artículo de 1987 y de nuevo en 1989 en la revista Vista. En la propuesta de libro para su novela, Coupland escribe que la Generación X es «tomada del nombre de la difunta banda punk de Billy Idol de finales de los 70». Sin embargo, en 1995 Coupland negó la conexión del término con la banda, afirmando que:

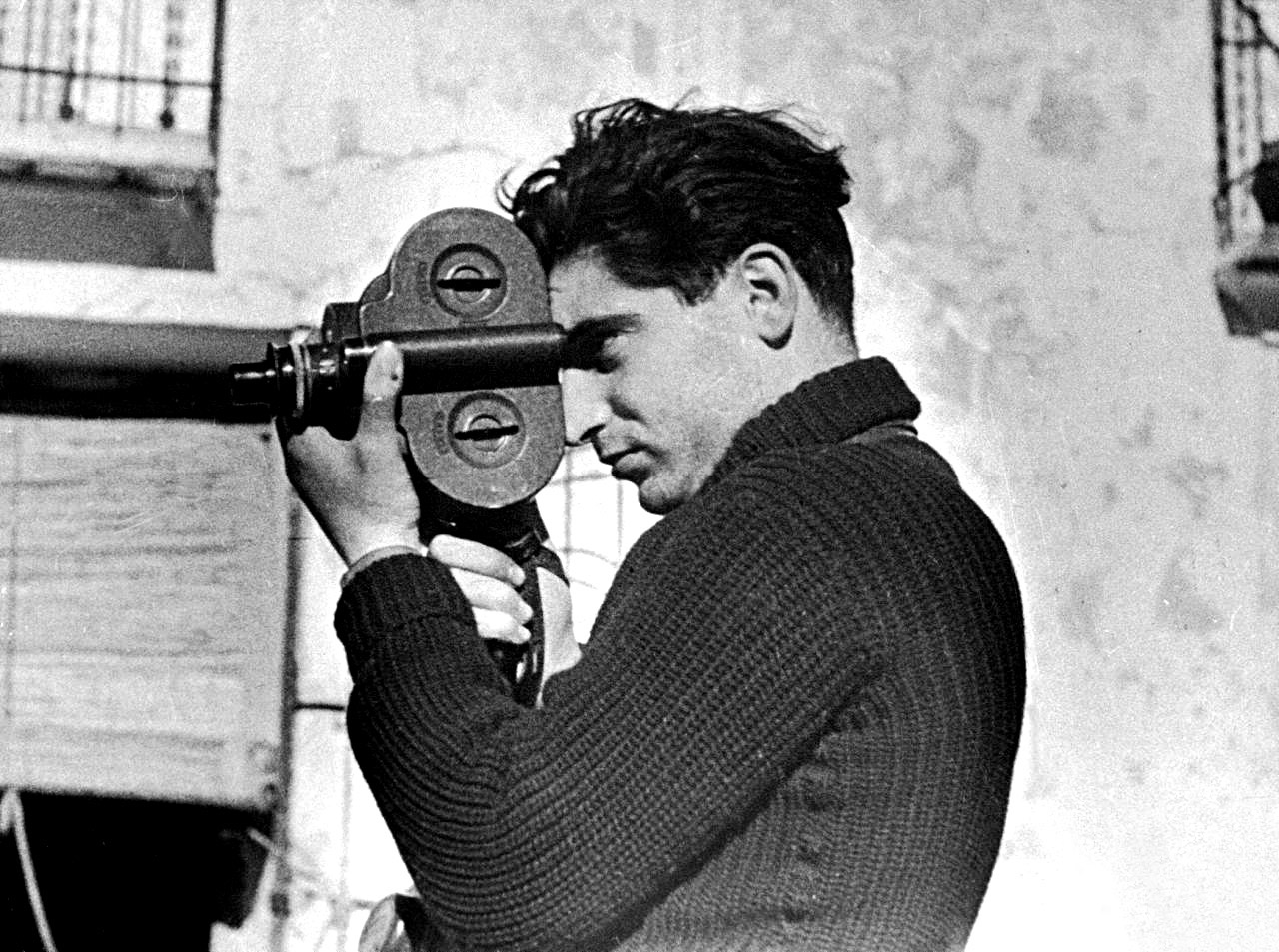
El fotógrafo húngaro Robert Capa refirió inicialmente a la juventud post Segunda Guerra Mundial como generación X

El título del libro no proviene de la banda de Billy Idol, como muchos suponían, sino del capítulo final de un divertido libro sociológico sobre la estructura de las clases americanas titulado Class, de Paul Fussell. En su capítulo final, Fussell nombró una categoría X de personas que querían saltar del tiovivo de estatus, dinero y ascenso social que tan a menudo enmarca la existencia moderna.
El autor William Strauss señaló que alrededor de la época en que se publicó la novela de Coupland en 1991 el símbolo X era prominente en la cultura popular, ya que la película Malcolm X se estrenó en 1992, y que el nombre Generación X terminó pegándose. La X se refiere a una variable desconocida o a un deseo no definido. El coautor de Strauss, Neil Howe, señaló el retraso en el nombramiento de esta cohorte demográfica diciendo: «Más de 30 años después de su cumpleaños, no tenían un nombre. Creo que eso es relevante». Previamente, la cohorte había sido referida como post-boomers, baby busters (refiriéndose a la caída de las tasas de natalidad después del baby boom), Nueva generación perdida, generación de la llave, generación MTV, y la 13.ª generación (la 13.ª generación desde la independencia americana).

## Fechas y rango de edad

### Disminución de las tasas de fecundidad

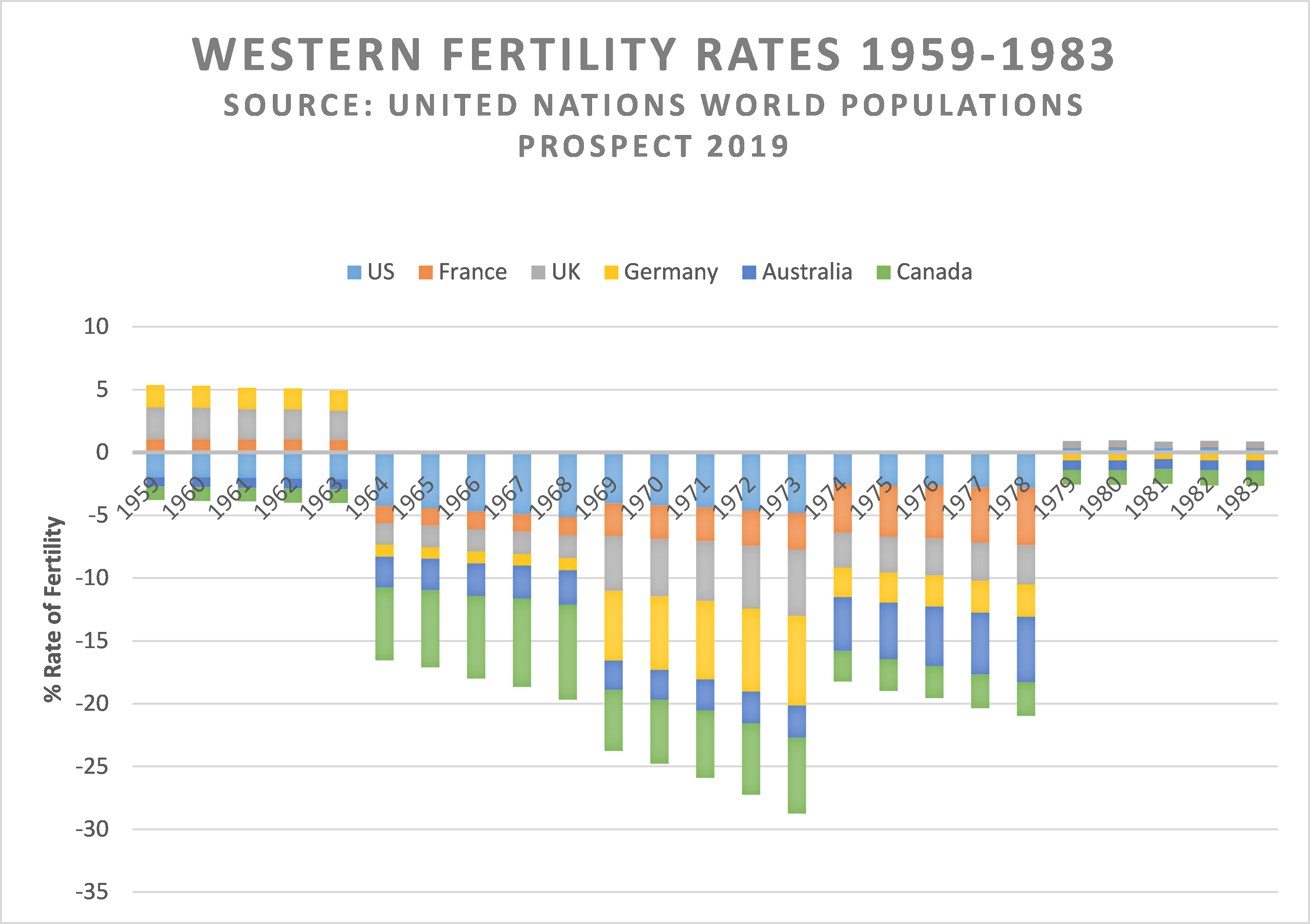
Tasas de fertilidad en Occidente, 1959-1983

La generación X es la cohorte demográfica que siguió al baby boom posterior a la Segunda Guerra Mundial, representando un cambio generacional respecto a los baby boomers. Muchos investigadores y demógrafos utilizan fechas que corresponden a los patrones de fertilidad de la población. Para la generación X, en Estados Unidos (y en general, en el mundo occidental), el período comienza en un momento en que las tasas de fertilidad comenzaron a disminuir significativamente, tras el pico del baby boom de fines del decenio de 1950, hasta un repunte a fines del decenio de 1970 y una eventual recuperación a comienzos del decenio de 1980.
En Estados Unidos, el Pew Research Center define un periodo para la generación X entre 1965-1980 que, aunque gradualmente, ha llegado a ganar aceptación en los círculos académicos. Además, aunque las tasas de fertilidad son preponderantes en la definición de las fechas de inicio y fin, el centro señala: «Las generaciones son construcciones analíticas, se necesita tiempo para que el consenso popular y de los expertos se desarrolle en cuanto a los límites precisos que demarcan una generación de otra». Pew tiene en cuenta otros factores, en particular el mercado laboral, así como las tendencias de actitud y comportamiento de un grupo. En un artículo para la revista Trend en 2018, la psicóloga Jean Twenge observó que «los límites del año de nacimiento de la gen X se debaten pero se establecen en algún lugar alrededor de 1965-1980». De acuerdo con esta definición, el miembro de mayor edad tiene 60 años y el más joven tiene, o está cumpliendo, 45 años en 2025.

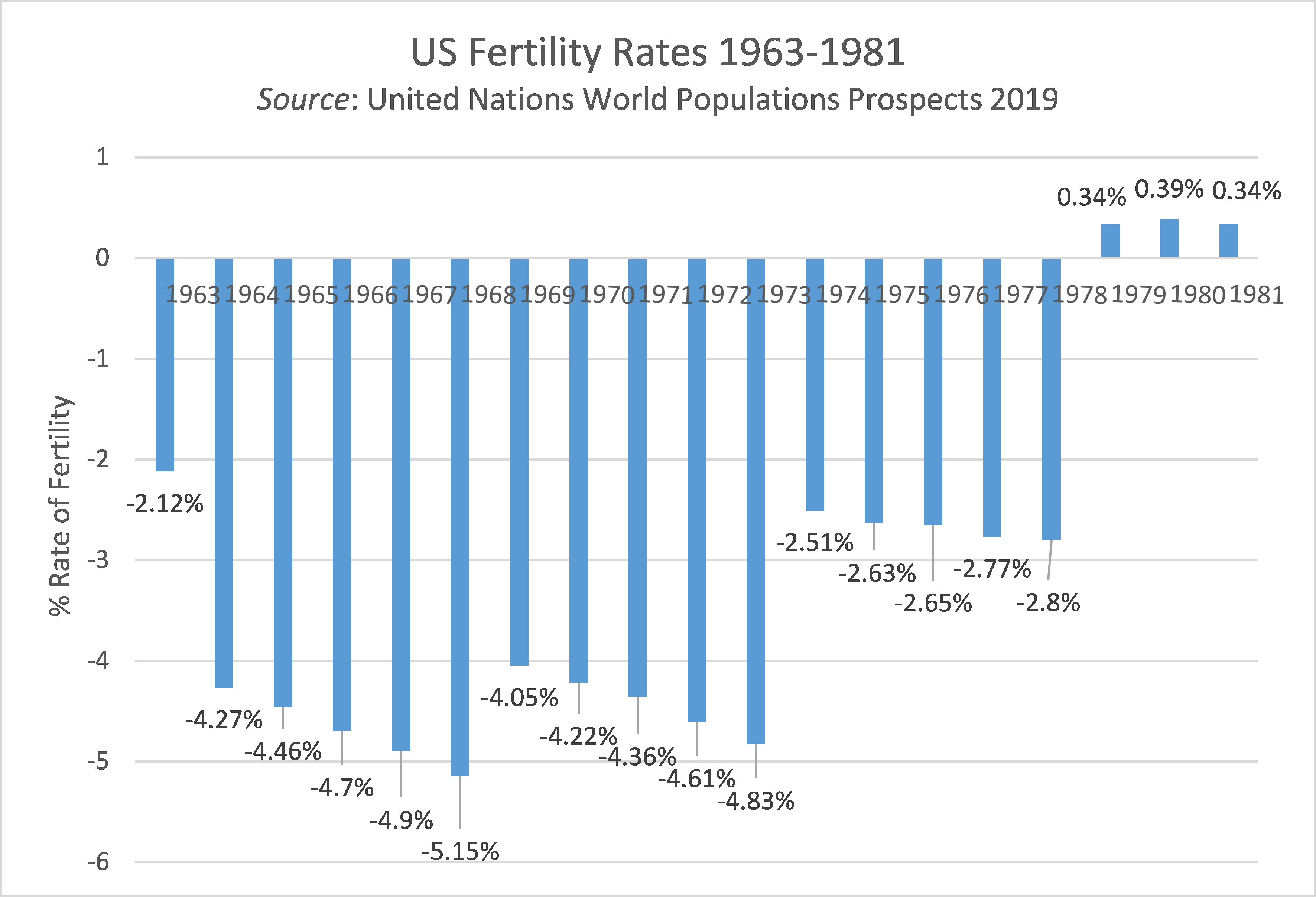
Tasas de fertilidad de Estados Unidos, 1963-1981

La Institución Brookings, otro centro de estudios de EE. UU., establece el período de gen X entre 1965 y 1981. En lo que respecta a los organismos federales, la Junta de la Reserva Federal de Estados Unidos utiliza el período 1965-1980 para definir el gen X. La Administración del Seguro Social de Estados Unidos (SSA) define los años del gen X entre 1964 y 1979. El Departamento de Defensa de Estados Unidos (DoD), por el contrario, utiliza las fechas de 1965 a 1977. En su libro de 2002 When Generations Collide, Lynne Lancaster y David Stillman usan 1965 a 1980, mientras que en 2012 los autores Jain y Pant también usaron los parámetros de 1965 a 1980. Los medios de comunicación estadounidenses como The New York Times y The Washington Post describen a la generación X como personas nacidas entre 1965 y 1980. Bloomberg, Business Insider y Forbes usan 1965-1980. Por su parte, la revista Time afirma que la generación X es «aproximadamente definida como cualquier persona nacida entre 1965 y 1980».
La empresa de encuestas estadounidense Gallup utiliza el período 1965-1979 para definir la generación X. En Australia, el McCrindle Research Center utiliza los parámetros 1965-1979. En Francia, Dejoux, un investigador del Conservatorio Nacional de Artes y Oficios (CNAM), delimita las fechas de 1965 a 1980. En el Reino Unido, la Resolution Foundation define la gen X como aquellos nacidos entre 1966 y 1980. PricewaterhouseCoopers, una red multinacional de servicios profesionales con sede en Londres, describe a los empleados de la generación X como aquellos nacidos entre 1965 y 1980.

### Otros marcadores de edad
Periodo generacional
Basándose en el tiempo que tarda una generación en madurar, los autores estadounidenses William Strauss y Neil Howe definen la generación X como los nacidos entre 1961 y 1981 en su libro de 1991 titulado Generations. Jeff Gordinier, en su libro de 2008 X Saves the World, también tiene una definición amplia para incluir a los nacidos entre 1961 y 1977 pero posiblemente hasta 1980. George Masnick del Joint Center for Housing Studies sitúa a esta generación en el marco temporal de 1965 a 1984, para satisfacer la premisa de que los boomers, los Xers y los milénicos «cubren igual lapso de edad de 20 años». En 2004, el periodista J. Markert también reconoció los incrementos de 20 años pero va un paso más allá y subdivide la generación en dos cohortes de 10 años con los miembros más jóvenes y los más viejos de la generación. La primera comienza en 1966 y termina en 1975 y la segunda comienza en 1976 y termina en 1985; este pensamiento se aplica a cada generación (silenciosos, boomers, gen X, milénicos, etc.).
Eventos históricos externos
Basándose en acontecimientos externos de importancia histórica, Schewe y Noble en 2002 sostuvieron que una cohorte se forma en función de hitos importantes y que puede ser de cualquier duración. En contra de esta lógica, la generación X comienza en 1966 y termina en 1976, y los nacidos entre 1955 y 1965 son etiquetados como boomers de vanguardia.
Generación X como boomers tardíos
En Canadá, el profesor David Foot describe la generación X como boomers tardíos e incluye a los nacidos entre 1960 y 1966, mientras que la Bust Generation, los nacidos entre 1967 y 1979, se considera en conjunto como una generación separada, en su libro de 1996 Boom Bust & Echo: How to Profit from the Coming Demographic Shift.
Cúspides generacionales
Los individuos nacidos a caballo entre la generación X y la generación milénica, de finales del decenio de 1970 y principios y mediados del de 1980, han sido identificados por los medios de comunicación como una microgeneración con características de ambas generaciones. Los nombres dados a estos incluyen xennials, la generación Catalano y la generación Oregon Trail.

## Características

### Como niños y adolescentes
Aumento de las tasas de divorcio e incorporación de la mujer al mercado laboral
Strauss y Howe, que escribieron varios libros sobre generaciones, incluyendo uno específicamente sobre la generación X titulado 13th Gen: Abort, Retry, Ignore, Fail? (1993), afirmaron que los gen X fueron niños en una época en que la sociedad estaba menos enfocada en los niños y más enfocada en los adultos. Los Xers eran niños en una época de aumento de las tasas de divorcio, las cuales se duplicaron a mediados de la década de 1960, antes de llegar a su punto máximo en 1980. Strauss y Howe describieron un cambio cultural en el que el valor social de permanecer juntos por el bien de los niños fue reemplazado por el valor social de la autorrealización parental e individual. Strauss escribió que la sociedad «pasó de lo que Leslie Fiedler llamó un culto al niño de la era de los años 50 a lo que Landon Jones llamó un culto al adulto de la era de los años 70». The Generation Map, un informe del Australia's McCrindle Research Center, señala sobre los niños de la generación X: «sus padres boomer fueron la generación más divorciada en la historia de Australia». Según Christine Henseler en el libro de 2012 Generation X Goes Global: Mapping a Youth Culture in Motion, «vimos la decadencia y la desaparición (de la familia), y nos volvimos insensibles a la pérdida».

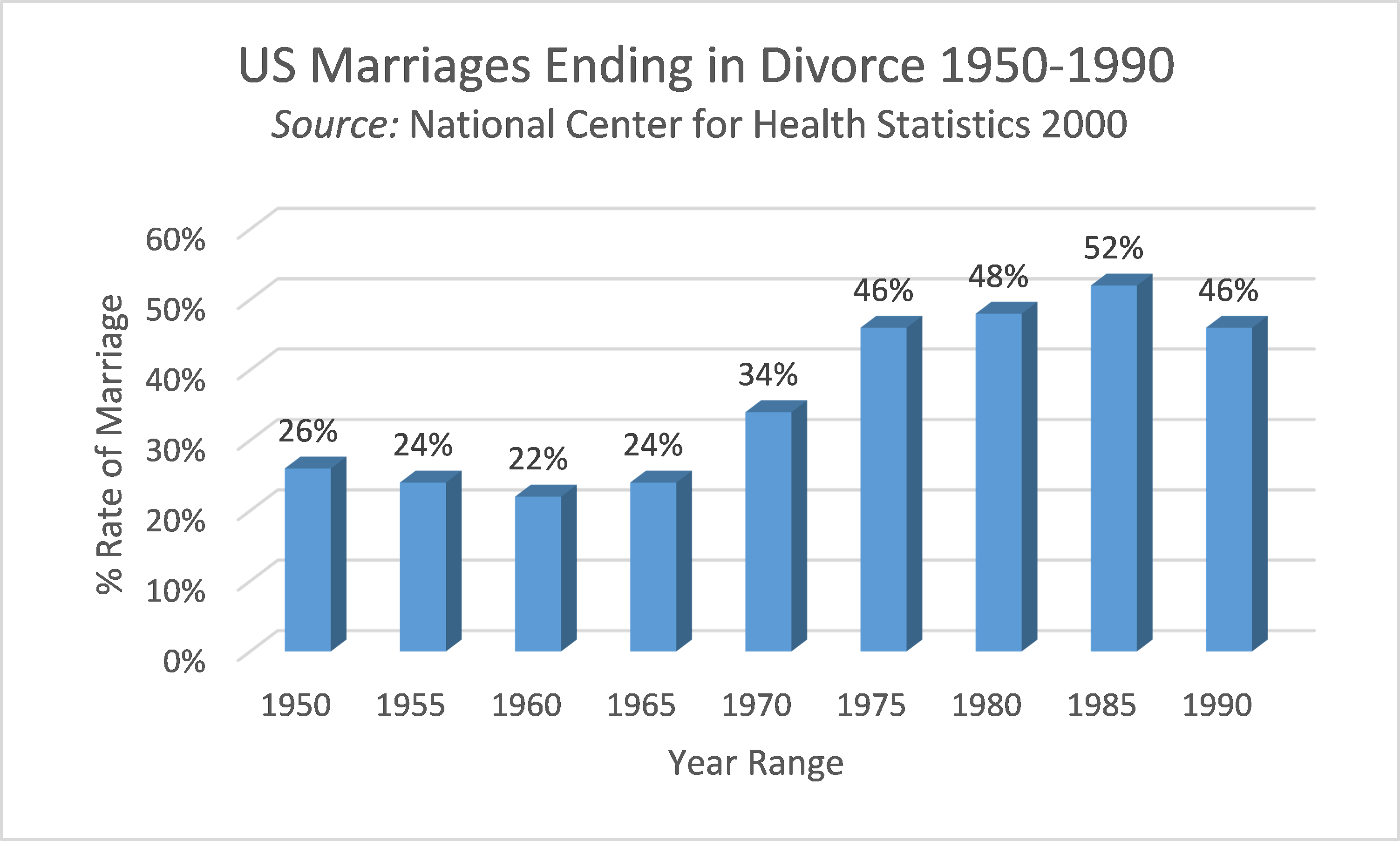
Matrimonios en EE. UU. que terminan en divorcio 1950-1990

La infancia de la generación X coincidió con la revolución sexual de los años sesenta a ochenta, que Susan Gregory Thomas describió en su libro In Spite of Everything como confusa y aterradora para los niños en los casos en que uno de los padres traía nuevas parejas sexuales a su casa. Thomas también habló de cómo el divorcio fue diferente durante la infancia de la generación X, en la que el niño tenía una relación limitada o rota con uno de sus padres después del divorcio, a menudo el padre, debido a las diferentes expectativas sociales y legales. En la década de 1970, solo nueve estados de EE. UU. permitían la custodia conjunta de los niños, que desde entonces ha sido adoptada por los 50 estados tras un impulso a la custodia conjunta a mediados de la década de 1980. Kramer vs. Kramer, un drama legal americano de 1979 basado en la novela más vendida de Avery Corman, llegó a personificar la lucha por la custodia de los niños y la desaparición de la familia nuclear tradicional.

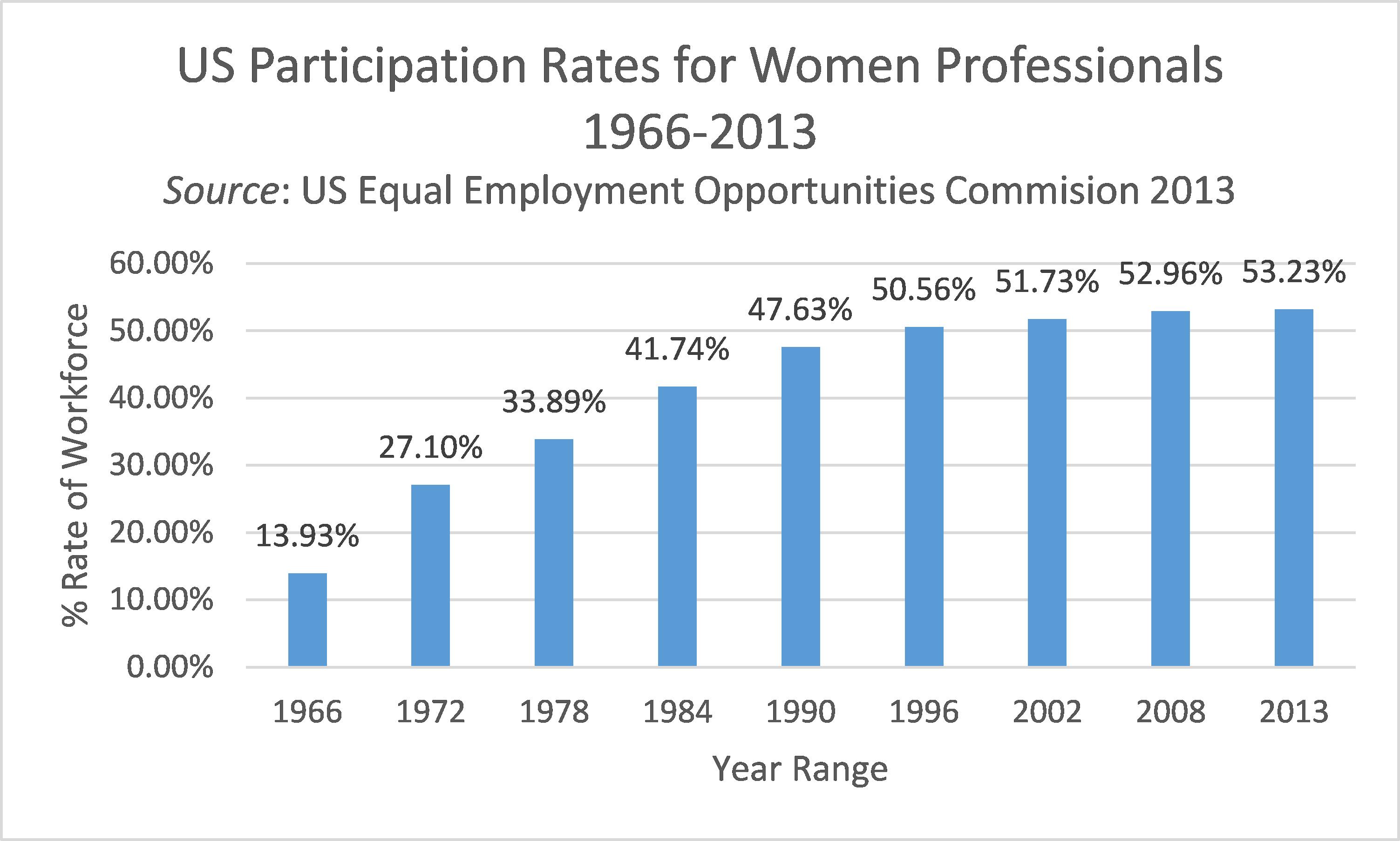
Tasas de participación de las mujeres profesionales en Estados Unidos 1966-2013

La rápida incorporación de las mujeres de la generación boomer al mercado laboral que comenzó en el decenio de 1970 se caracterizó por la confianza de muchas en su capacidad para seguir con éxito una carrera profesional y satisfacer al mismo tiempo las necesidades de sus hijos. Esto dio lugar a un aumento de niños de la llave, lo que llevó a la terminología de la generación de la llave para la generación X. Estos niños carecían de la supervisión de un adulto en las horas entre el final de la jornada escolar y cuando un padre volvía a casa del trabajo por la noche, y durante períodos más largos de tiempo durante el verano. Los niños de esta generación se volvieron comunes entre todos los grupos demográficos socioeconómicos, pero esto fue particularmente así entre los niños de clase media y alta. Cuanto mayor era el nivel educativo de los padres, mayores eran las probabilidades de que los niños de esa época fueran niños de la llave, debido al aumento de la participación materna en el mercado laboral en un momento en que las opciones de cuidado de los niños fuera del hogar estaban ampliamente disponibles. El McCrindle Research Centre describió a la cohorte como «la primera en crecer sin una gran presencia de adultos, con ambos padres trabajando», afirmando que esto llevó a que los gen X estuvieran más orientados a los pares que las generaciones anteriores.
Giro conservador y neoliberal
Algunos gen X comenzaron la educación secundaria en los últimos años de la presidencia de Carter, pero gran parte de la cohorte se volvió social y políticamente consciente durante la era Reagan. El presidente Ronald Reagan, votado en el cargo principalmente por la generación boomer, abrazó la economía del laissez-faire, con recortes en el crecimiento del gasto público, reducción de impuestos para el escalafón más alto de la sociedad, legalización de la recompra de acciones y desregulación de las industrias clave. Las medidas tuvieron consecuencias drásticas en el tejido social del país incluso si, gradualmente, las reformas ganaban aceptación y se exportaba al extranjero a clientes dispuestos. En la recesión de principios del decenio de 1980 el desempleo aumentó hasta el 10,8 % en 1982, lo que exigió, en la mayoría de los casos, una doble renta parental. Uno de cada cinco niños estadounidenses creció en la pobreza durante ese periodo. La deuda federal casi se triplicó durante la época de Reagan en el poder, de 998 mil millones de dólares en 1981 a 2857 billones en 1989, lo que supuso una mayor carga para la generación entrante.

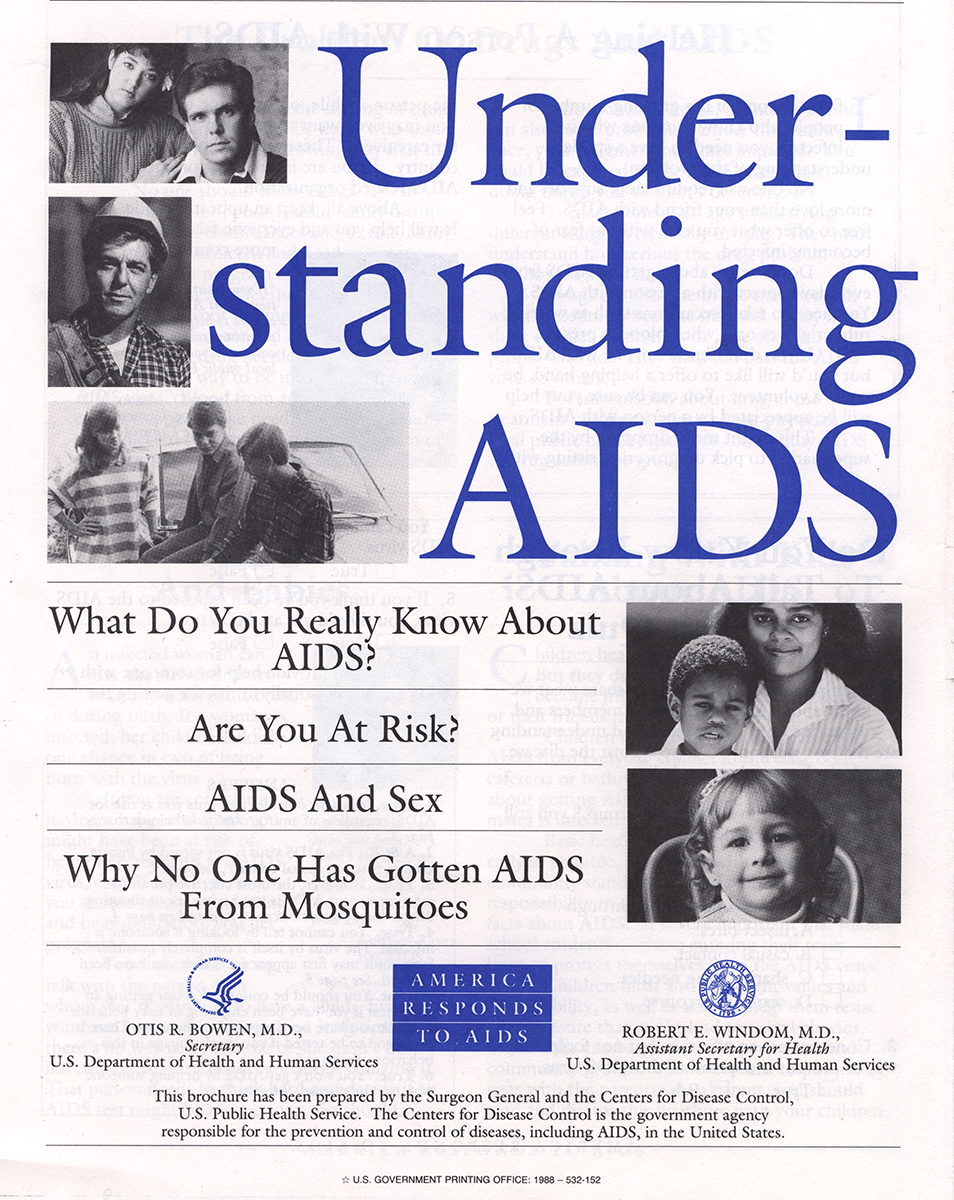
Folleto del Departamento de Salud de Estados Unidos publicado en 1988

El gasto del gobierno pasó de los programas domésticos a defensa. Además, las iniciativas de financiación restantes tendían a desviarse de los programas para niños y a menudo se dirigían a la población de edad avanzada, con recortes en el Medicaid y en los programas para niños y familias jóvenes, y la protección y expansión del Medicare y la Seguridad Social para la población de edad avanzada. Estos programas para los ancianos no estaban vinculados a la necesidad económica. El congresista David Durenberger criticó esta situación política, afirmando que mientras que los programas para niños pobres y para familias jóvenes fueron recortados, el gobierno proporcionó «atención médica gratuita a los ancianos millonarios».
Epidemia de crack y el sida
Los gen X alcanzaron la mayoría de edad o eran niños durante la epidemia de crack de los años ochenta, que afectó de manera desproporcionada a las zonas urbanas, así como a la comunidad afroamericana de Estados Unidos. Las batallas en las zonas de droga aumentaron los delitos violentos y la adicción al crack afectó a las comunidades y a las familias. Entre 1984 y 1989, la tasa de homicidios de los varones negros de 14 a 17 años de edad se duplicó en Estados Unidos, y la tasa de homicidios de los varones negros de 18 a 24 años de edad aumentó casi en la misma proporción. La epidemia de crack tuvo un impacto desestabilizador en las familias con un aumento del número de niños en acogimiento familiar. En 1986, el presidente Reagan firmó la Ley contra el Abuso de Drogas para hacer cumplir las sentencias obligatorias para los consumidores de drogas y aumentó el presupuesto federal para los esfuerzos de reducción de la oferta.
El temor a la inminente epidemia de sida de los años ochenta y noventa se cernía sobre los años de formación de la generación X. La aparición del sida coincidió con la adolescencia de la generación X, y la enfermedad se observó clínicamente por primera vez en Estados Unidos en 1981. Para 1985, se estimaba que entre uno y dos millones de estadounidenses eran seropositivos. Esto afectó particularmente a la comunidad LGBT. A medida que el virus se propagaba, en un momento en que no había tratamientos efectivos disponibles, sobrevino el pánico público. Los programas de educación sexual en las escuelas fueron adaptados para enfrentar la epidemia del sida, lo que enseñó a los estudiantes de la gen X que el sexo podía matarte.
Auge de la informática doméstica

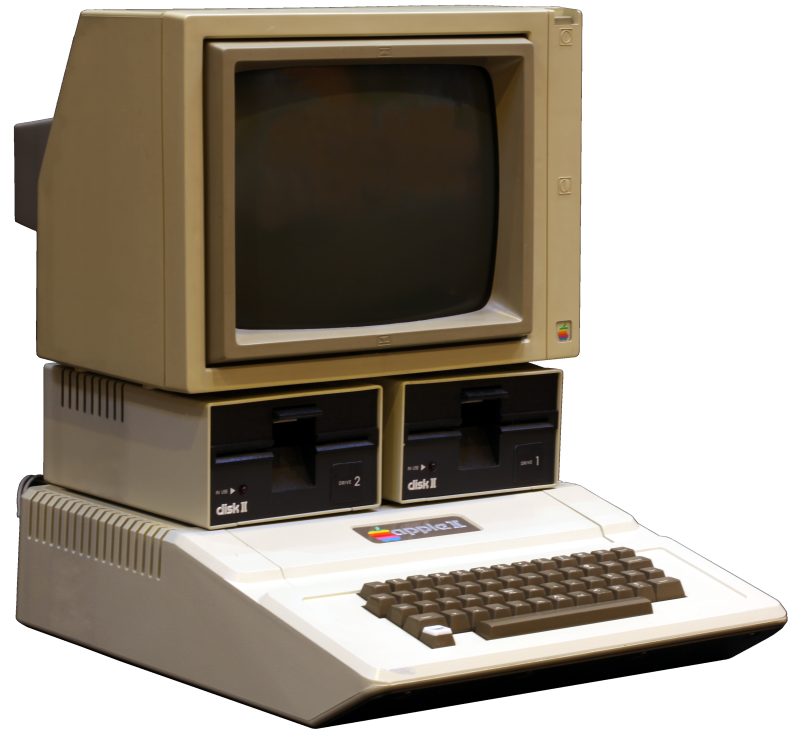
Un Apple II

Los gen X fueron los primeros niños en tener acceso a ordenadores personales en sus casas y en las escuelas. Los nacidos al principio de la cohorte habrán experimentado las primeras máquinas analógicas mientras que, en la última etapa, habrán sido pioneros en la vanguardia de la revolución de internet. A principios de los años 80, el crecimiento del uso de las computadoras personales se disparó con fabricantes como Commodore, Atari y Apple respondiendo a la demanda a través de máquinas de 8 y 16 bits. Esto a su vez estimuló a las industrias de software con los correspondientes desarrollos para el almacenamiento de copias de seguridad, el uso del disquete, la unidad zip y el CD-ROM. En la escuela, varios proyectos informáticos fueron apoyados por el Departamento de Educación bajo la Iniciativa Tecnológica del Secretario de Estados Unidos Bell. Esto se reflejó más tarde en el programa del Reino Unido Computers for Schools de 1982 y, en Francia, en el marco del Scheme plan informatique pour tous (IPT) de 1985. A mediados de la década de 1990, los módems de marcación de AOL en EE. UU. permitieron a millones de adolescentes X conectarse en línea, allanando el camino para los nativos digitales milénicos.
Generación posterior a los derechos civiles
En EE. UU., la generación X fue la primera cohorte que creció después de la integración tras las leyes racistas de Jim Crow. Fueron descritos en un informe por Specialty Retail como los niños que «vivieron el movimiento de los derechos civiles». Estuvieron entre los primeros niños en ser transportados en autobús para lograr la integración en el sistema escolar público. En la década de 1990, Strauss informó que los gen X eran «en cualquier medida los menos racistas de las generaciones actuales». En Estados Unidos, el Título IX, que se aprobó en 1972, proporcionó mayores oportunidades deportivas a las niñas de la generación X en el entorno de las escuelas públicas. Roots, basada en la novela de Alex Haley y emitida como una serie de 12 horas de duración, fue vista como un punto de inflexión en la capacidad del país para relacionarse con la historia afroamericana.
Generación X a nivel internacional
Aunque a nivel mundial los niños y adolescentes de la generación X se habrán visto muy influidos por Estados Unidos, con tendencias mundiales compartidas (por ejemplo, el aumento de las tasas de divorcio, la epidemia del sida, los avances en las tecnologías de la información y la comunicación), no existe un concepto planteado por Estados Unidos, sino múltiples perspectivas y brotes geográficos. Incluso dentro del periodo de análisis, dentro de las comunidades nacionales, los puntos en común habrán diferido en función de la fecha de nacimiento de cada uno. La generación, señala también Christine Henseler, se formó tanto por acontecimientos del mundo real, dentro de las fronteras nacionales, determinados por incidentes políticos, culturales e históricos específicos. Añade «En otras palabras, es entre los espacios reales y claramente delimitados y las corrientes globales más fluidas donde podemos detectar el espíritu de la generación X.

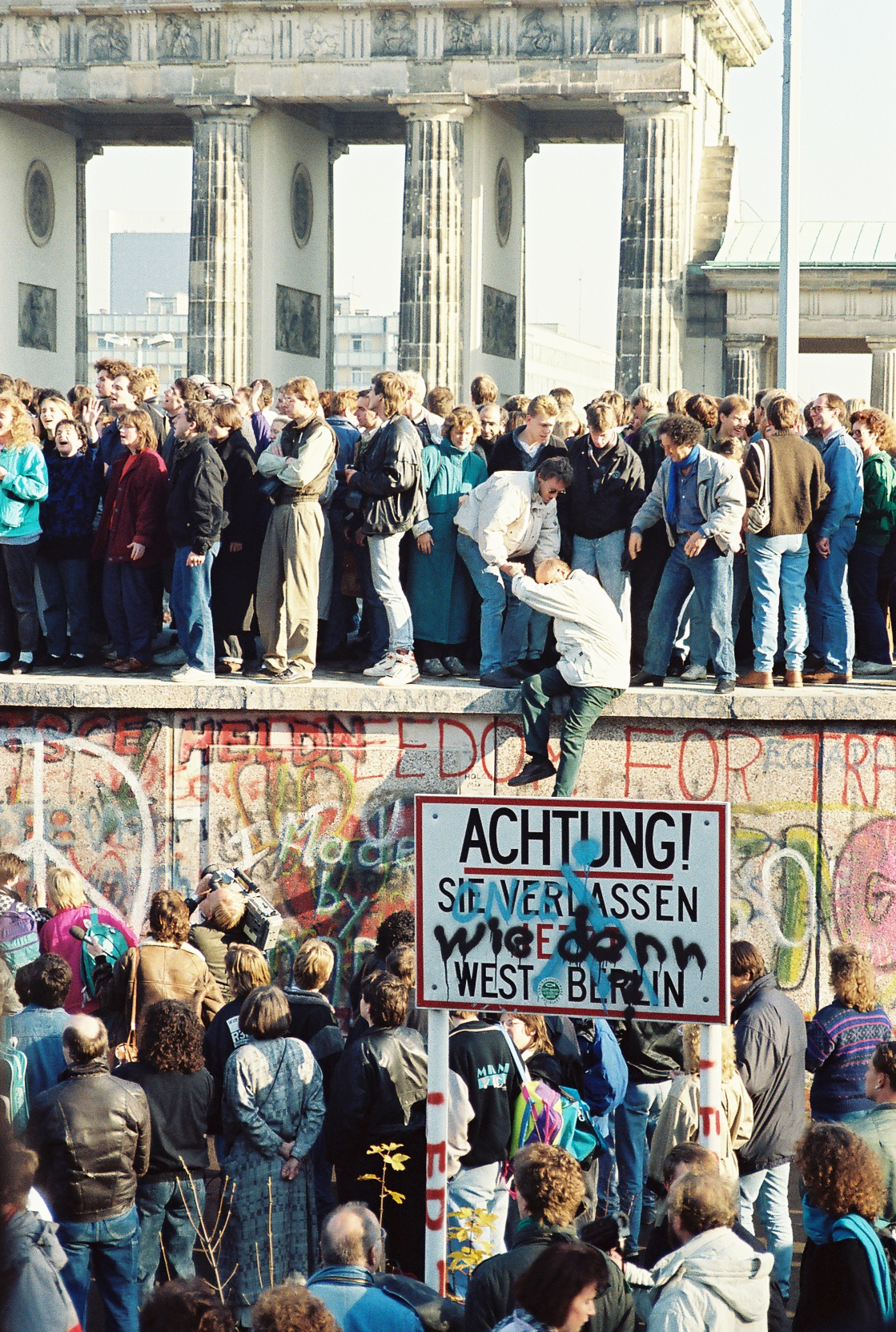
La caída del Muro de Berlín en 1989 sigue siendo un hito para la generación X

En Rusia, por ejemplo, a la generación X se la conoce como los últimos niños soviéticos, como los últimos niños que alcanzaron la mayoría de edad antes de la caída del comunismo en su nación y antes de la caída de la Unión Soviética. Los que llegaron a la edad adulta en el decenio de 1980 y crecieron educados en las doctrinas del marxismo y el leninismo se encontraron en un contexto de cambio económico y social con el advenimiento de Mijaíl Gorbachov al poder y de la Perestroika. Sin embargo, incluso antes del colapso de la Unión Soviética y la disolución del Partido Comunista, las encuestas demostraron que los jóvenes rusos repudiaban los rasgos fundamentales de la visión del mundo comunista que sus dirigentes del partido, los maestros de escuela e incluso los padres habían tratado de inculcarles. Esta generación, atrapada en la transición entre el marxismo-leninismo y un futuro desconocido, y cortejada por las nuevas clases políticas nacionales, permaneció en gran medida apática.
En Francia, el término generación X no es tan conocido ni utilizado para definir a sus miembros. Demográficamente, a los nacidos tempranamente durante ese periodo se les denominaba a veces Génération Bof por su tendencia a utilizar la palabra bof, que significa «lo que sea». Más estrechamente asociada está la Génération Mitterrand, perteneciente al socialista François Mitterrand, que fue presidente de Francia durante dos mandatos consecutivos entre 1981 y 1995. Hay acuerdo general en que, a nivel nacional, el acontecimiento que se acepta en Francia como punto de separación entre la generación baby boomer y la generación X son las huelgas y los violentos disturbios de mayo de 1968. Para los que se encuentran en la cola de la generación, las reformas educativas y de defensa, un nuevo estilo de bachillerato general con tres opciones distintas en 1995 y el cese del reclutamiento militar en 1997 (para los nacidos después de diciembre de 1978) se consideran como nuevos puntos de transición hacia la siguiente.
El Consejo de Investigaciones Económicas y Sociales del Reino Unido describió a la generación X como «los hijos de Thatcher» porque la cohorte creció mientras Margaret Thatcher era primera ministra de 1979 a 1990, «una época de flujo y transformación social». Los nacidos a finales del decenio de 1960 y principios del de 1970 crecieron en un periodo de agitación social. Mientras que el desempleo era bajo a principios de los años 70, el descontento industrial y social se intensificó. Las huelgas culminaron en el invierno del descontento en 1978-79, y los problemas comenzaron a desarrollarse en Irlanda del Norte. El giro hacia las políticas neoliberales introducidas y mantenidas por los sucesivos gobiernos conservadores de 1979 a 1997 marcó el fin del consenso de la posguerra. Desde el punto de vista educativo, la gran mayoría de la cohorte asistió a escuelas secundarias modernas, rebautizadas como escuelas integrales y cuya educación obligatoria terminaba a los 16 años. Con la Ley de Educación Superior de 1992 y la liberalización de la educación superior en el Reino Unido, un mayor número de personas obtuvieron puestos, especialmente los nacidos en el extremo posterior de la generación.
En Alemania, el término generación X no se utiliza ni se aplica ampliamente. En su lugar, se hace referencia a la Generación Golf en la anterior república de Alemania Occidental, basada en una novela de Florian Illies, mientras que, en el este, eran los niños de la Mauerfall o caída del muro. Para los antiguos alemanes del este hubo una adaptación pero también un sentido de pérdida de los valores y estructuras tradicionales, convirtiéndose a veces en narraciones románticas de su infancia. Para los occidentales, un periodo de descubrimiento y exploración de lo que había sido una tierra prohibida.
En Sudáfrica, los gen X pasaron sus años de formación del decenio de 1980 durante el «entorno hiperpolitizado de los últimos años del apartheid».
En México, se conoce a los gen X a los niños y jóvenes que crecieron en un periodo de inestabilidad sociopolítica y económica en el país, con hechos como el Movimiento de 1968 en dicho país, la Crisis del petróleo de 1973, la Reforma Electoral de 1977 y un largo etcétera de hechos.

### Como jóvenes
Crecimiento continuo de las inscripciones en la universidad

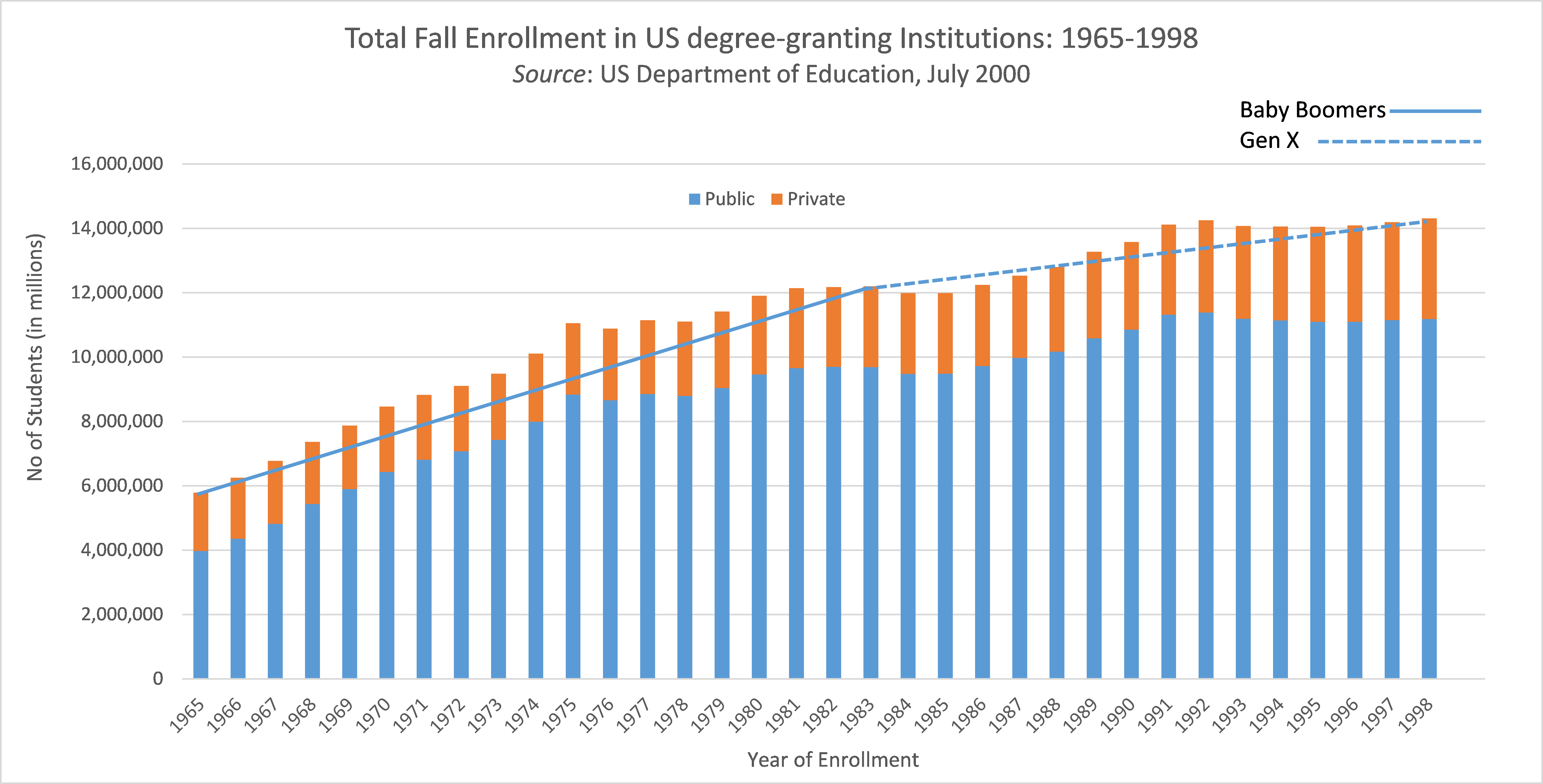
Matriculación total en instituciones de concesión de títulos de EE. UU. 1965-1998

En Estados Unidos, en comparación con la generación boomer, la generación X fue más educada que sus padres, y la proporción de adultos jóvenes que se inscribieron en la universidad aumentó constantemente desde 1983 hasta alcanzar su máximo en 1998. En 1965, cuando los primeros boomers entraron en la universidad, la matrícula total de nuevos estudiantes universitarios fue de poco más de 5,7 millones de personas en los sectores público y privado. En 1983, el primer año de matriculación en la universidad de la generación X (según la definición de Pew Research), esta cifra había alcanzado los 12,2 millones, un aumento del 53 %, lo que en la práctica suponía duplicar la admisión de estudiantes. A medida que avanzaba la década de 1990, las matrículas universitarias de la generación X siguieron aumentando con el incremento de los préstamos, ya que el costo de la educación se volvió sustancialmente más caro en comparación con sus pares a mediados de la década de 1980. En 1998, el último año de matrícula universitaria de la generación, los que ingresaron en el sector de la educación superior sumaron 14,3 millones. Además, a diferencia de los boomers y las generaciones anteriores, las mujeres superaron a los hombres en las tasas de finalización de la universidad.
Adaptación a un nuevo entorno social
Para los primeros graduados de la generación X que entraron en el mercado laboral a finales de la década de 1980, las condiciones económicas eran difíciles y no mostraron signos de grandes mejoras hasta mediados de la década de 1990. En Estados Unidos, la política monetaria restrictiva para frenar el aumento de la inflación y el colapso de un gran número de entidades de ahorro y préstamo (bancos privados que se especializaban en la hipoteca de viviendas) repercutieron en el bienestar de muchos hogares estadounidenses y precipitaron un gran rescate del gobierno que ejerció una mayor presión sobre el presupuesto. Además, tres decenios de crecimiento llegaron a su fin y el contrato social no escrito entre empleadores y empleados, que había perdurado durante los decenios de 1960 y 1970 y que estaba previsto que durara hasta la jubilación, dejó de aplicarse con, a finales del decenio de 1980, los despidos en gran escala de boomers, la reducción del tamaño de las empresas y la deslocalización acelerada de la producción.
En el frente político, en Estados Unidos la generación se volvió ambivalente, si no directamente desafectada de la política; se había criado a la sombra de la guerra de Vietnam y del escándalo Watergate, y llegó a la madurez bajo las presidencias de Reagan y Bush, con la experiencia de primera mano del impacto de las políticas neoliberales. Pocos habían experimentado una administración demócrata y aun así, solo a nivel general. Para los que se encontraban a la izquierda del espectro político, las decepciones con las anteriores movilizaciones estudiantiles de los años sesenta y el colapso de esos movimientos hacia un consumismo de «la codicia es buena» y «yuppies» durante los años ochenta sintieron, en mayor medida, la hipocresía, si no la traición total. El fin del comunismo y la utopía socialista con la caída del Muro de Berlín, además, se sumaron a la desilusión de que cualquier alternativa al modelo capitalista era posible.
Nacimiento del holgazán
En 1990, la revista Time publicó un artículo titulado Living: Proceeding with Caution, que describía a los entonces veinteañeros como sin rumbo y desenfocados. Los expertos en medios de comunicación y los anunciantes se esforzaron aún más por definir la cohorte, presentándolos típicamente como veinteañeros desenfocados. Un informe de MetLife señaló: «los medios los presentarían como la generación de Friends: más bien autoinvolucrados y tal vez sin rumbo... pero divertidos». Los gen X fueron a menudo retratados como apáticos o como holgazanes, sin rumbo, un estereotipo que inicialmente se vinculó a la película cómica y esencialmente sin argumento Slacker de Richard Linklater de 1991. Después del estreno de la película, «los periodistas y críticos pensaron que ponían el dedo en la llaga de lo que era diferente de estos jóvenes adultos en que eran reacios a crecer y despreciaban la seriedad». La película de Ben Stiller de 1994, Reality Bites, también trató de capturar el zeitgeist de la generación con un retrato de las actitudes y opciones de estilo de vida de la época.
Los estereotipos negativos de los jóvenes gen X continuaron, entre ellos el de que eran sombríos, cínicos y desafortunados. En 1998, esos estereotipos impulsaron las investigaciones sociológicas de la Universidad Stanford para estudiar la exactitud de la caracterización de los jóvenes adultos del gen X como cínicos y desafectados. Utilizando la General Social Survey, los investigadores compararon las respuestas a preguntas idénticas de encuestas realizadas a jóvenes de 18 a 29 años de edad en tres periodos de tiempo diferentes. Además, compararon la forma en que los adultos mayores respondieron a las mismas preguntas de la encuesta a lo largo del tiempo. Las encuestas mostraron que los jóvenes de 18 a 29 años de edad de la gen X sí mostraban niveles más altos de cinismo y desafecto que las anteriores cohortes de jóvenes de 18 a 29 años de edad encuestadas. Sin embargo, también encontraron que el cinismo y la desafección habían aumentado entre todos los grupos de edad encuestados a lo largo del tiempo, no solo entre los adultos jóvenes, lo que hace que esto sea un efecto del periodo, no un efecto de cohorte. En otras palabras, los adultos de todas las edades eran más cínicos y desafectos en el decenio de 1990, no solo la generación X.
Auge de Internet y la burbuja de las puntocom
A mediados y finales de los 90, bajo la presidencia de Bill Clinton, el optimismo económico volvió a EE. UU., con una reducción del desempleo del 7,5 % en 1992 al 4 % en 2000. Los miembros más jóvenes de la generación X, a caballo entre las distintas administraciones, experimentaron políticamente una renovación liberal. En 1997, la revista Time publicó un artículo titulado Generation X Reconsidered, en el que se retractaban los estereotipos negativos previamente reportados y se informaba de los logros positivos, citando la tendencia de los miembros de la generación a fundar nuevas empresas de tecnología y pequeñas empresas, así como su ambición, que según las investigaciones era mayor entre los adultos jóvenes de la generación X que entre las generaciones anteriores. Sin embargo, el apodo de holgazán se mantuvo. A medida que la década avanzaba, la generación X se ganó una reputación por su emprendimiento. En 1999, The New York Times los apodó Generation 1099, describiéndolos como el «una vez compadecido pero ahora envidiado grupo de trabajadores autónomos cuyos ingresos son reportados al Internal Revenue Service no en un formulario W-2, sino en el formulario 1099».

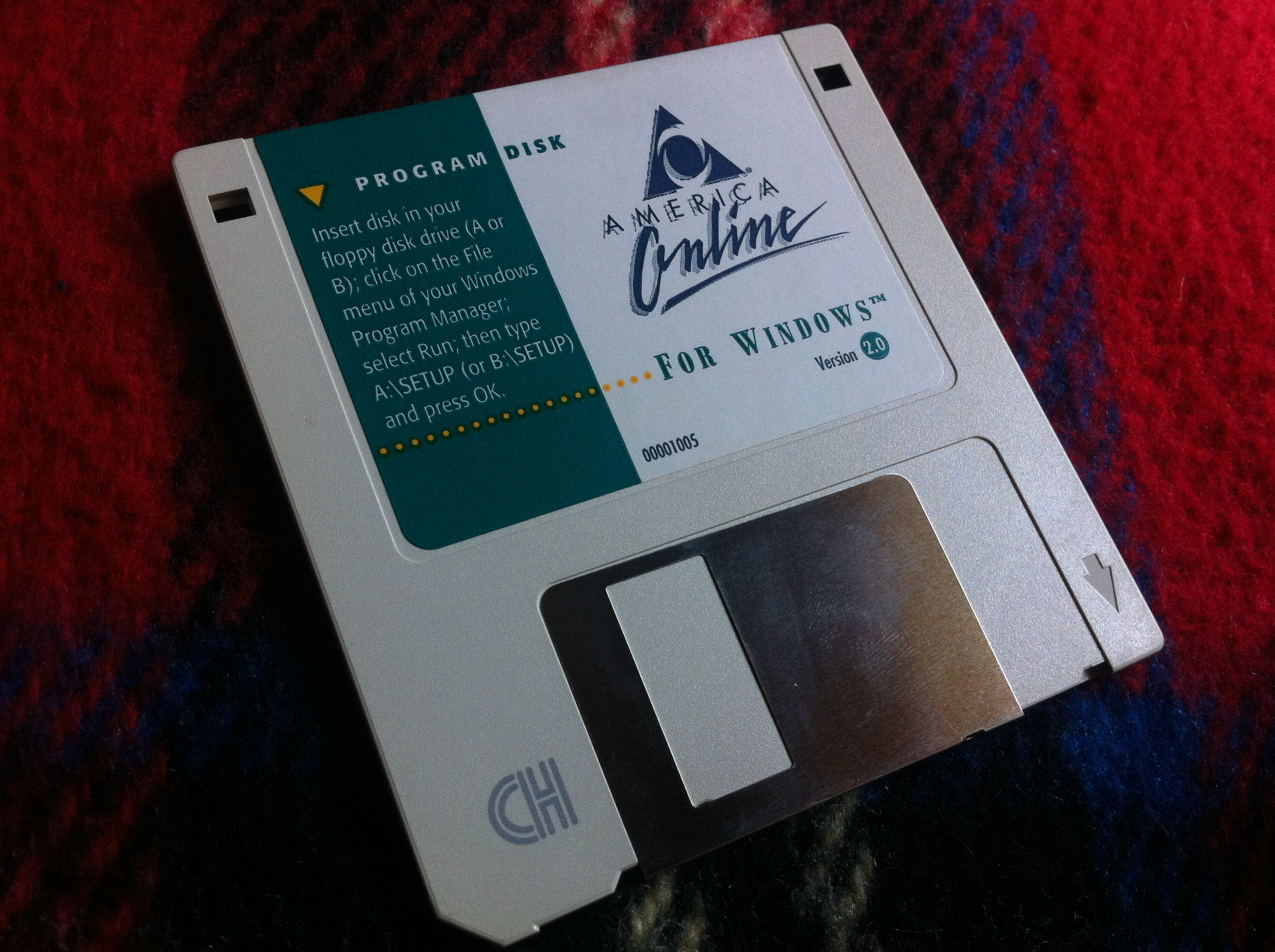
Disquette de America Online (AOL) versión 2.0 para Microsoft Windows (1994), ampliamente utilizado por los jóvenes de la generación X para acceder a Internet

El desarrollo de Internet fue testigo de un frenesí de iniciativas de tecnologías de la información. Se formaron empresas de nueva creación, lanzadas en las bolsas de todo el mundo, con una dudosa generación de ingresos o flujo de caja. Cuando la burbuja de las puntocom finalmente estalló en el año 2000, los primeros miembros de la generación que se habían embarcado como empresarios en la industria aprovechando la ola de Internet, así como los programadores recién calificados en la cola de la generación (que habían crecido con AOL y los primeros navegadores web), quedaron atrapados en el caos. Esto tuvo grandes repercusiones, con consecuencias intergeneracionales; cinco años después de la explosión de la burbuja, la nueva matrícula de estudiantes universitarios milénicos en tecnologías de la información cayó en un 40 % y hasta en un 70 % en algunos programas de sistemas de información.
Sin embargo, después de la crisis, el sociólogo Mike Males reportó una confianza y optimismo continuo entre la cohorte diciendo «las encuestas encuentran consistentemente del 80 % al 90 % de los gen X seguros de sí mismos y optimistas». Males escribió «estos jóvenes americanos deberían obtener finalmente el reconocimiento que merecen», elogiando a la cohorte y declarando que «la generación X, criada de forma permisiva y universalmente deplorada, es la verdadera gran generación, ya que ha desafiado un clima social hostil para revertir las tendencias abismales», describiéndolos como el grupo más trabajador desde la generación de la Segunda Guerra Mundial. Informó que las tendencias empresariales de la generación X ayudaron a crear la industria de alta tecnología que impulsó la recuperación económica de la década de 1990. En 2002, la revista Time publicó un artículo titulado Gen Xers Aren't Slackers After All, en el que informaba de que cuatro de cada cinco nuevos negocios eran obra de la generación.
Respuesta al 11-S
En Estados Unidos, los gen X fueron descritos como los principales héroes de los ataques terroristas del 11 de septiembre por el autor William Strauss. Los bomberos y la policía que respondieron a los ataques eran predominantemente de la generación X. Además, los líderes de la revuelta de los pasajeros del vuelo 93 de United Airlines eran también, en su mayoría, gen X. El autor Neil Howe informó de datos de encuestas que mostraban que los gen X estaban cohabitando y casándose en un número cada vez mayor después de los ataques terroristas, y los encuestados informaron que ya no querían vivir solos. En octubre de 2001, el Seattle Post-Intelligencer escribió sobre los gen X: «Ahora podrían estar enfrentándose a los eventos más formativos de sus vidas y de su generación». El News & Record informó que los miembros de la cohorte «sintieron una oleada de patriotismo desde que los terroristas atacaron» al donar sangre, trabajar para organizaciones benéficas, donar a organizaciones benéficas y unirse al ejército para luchar en la guerra contra el terrorismo. The Jury Expert, una publicación de The American Society of Trial Consultants, informó: «Los miembros de la gen X respondieron a los ataques terroristas con ráfagas de patriotismo y fervor nacional que sorprendieron incluso a ellos mismos».

### En la mediana edad
Equilibrio entre el trabajo y la vida privada
En 2011, el análisis de la encuesta del Longitudinal Study of American Youth encontró que los gen X (definidos como aquellos que en ese momento tenían entre 30 y 50 años) eran «equilibrados, activos y felices» en la mediana edad y que lograban un equilibrio entre trabajo y vida. El Longitudinal Study of Youth es un estudio financiado por el NIH-NIA de la Universidad de Míchigan que ha estado estudiando a la generación X desde 1987. El estudio hizo preguntas como «Pensando en todos los aspectos de tu vida, ¿cuán feliz eres? Si el cero significa que eres muy infeliz y el diez que eres muy feliz, por favor califica tu felicidad.» El LSA informó que «el nivel medio de felicidad era de 7,5 y la puntuación media era de 8. Solo el cuatro por ciento de los adultos de la generación X indicaron una gran cantidad de infelicidad (una puntuación de tres o inferior). El 29 % de los adultos eran muy felices con una puntuación de 9 o 10 en la escala».
En 2016, un proyecto global de información al consumidor de ViacomCBS Networks International y Viacom, basado en más de 12 000 encuestados de 21 países, informó sobre el enfoque poco convencional de la generación X en cuanto al sexo, la amistad y la familia, su deseo de flexibilidad y realización en el trabajo y la ausencia de crisis de la mediana edad para los gen X. El proyecto también incluyó un documental de 20 minutos titulado Gen X Today. En 2014, Pew Research proporcionó más información, añadiendo que el grupo era «inteligente, escéptico y autosuficiente; no les gusta acicalarse o mimarse, y puede que no les guste mucho lo que los demás piensen de ellos, o si los demás piensan en ellos en absoluto». Además, las guías relativas a la gestión de las múltiples generaciones en el mercado laboral describen a los gen X como: independientes, resistentes, ingeniosos, autogestionados, adaptables, cínicos, pragmáticos, escépticos de la autoridad, y como que buscan un equilibrio entre trabajo y vida.
Espíritu empresarial como rasgo individual

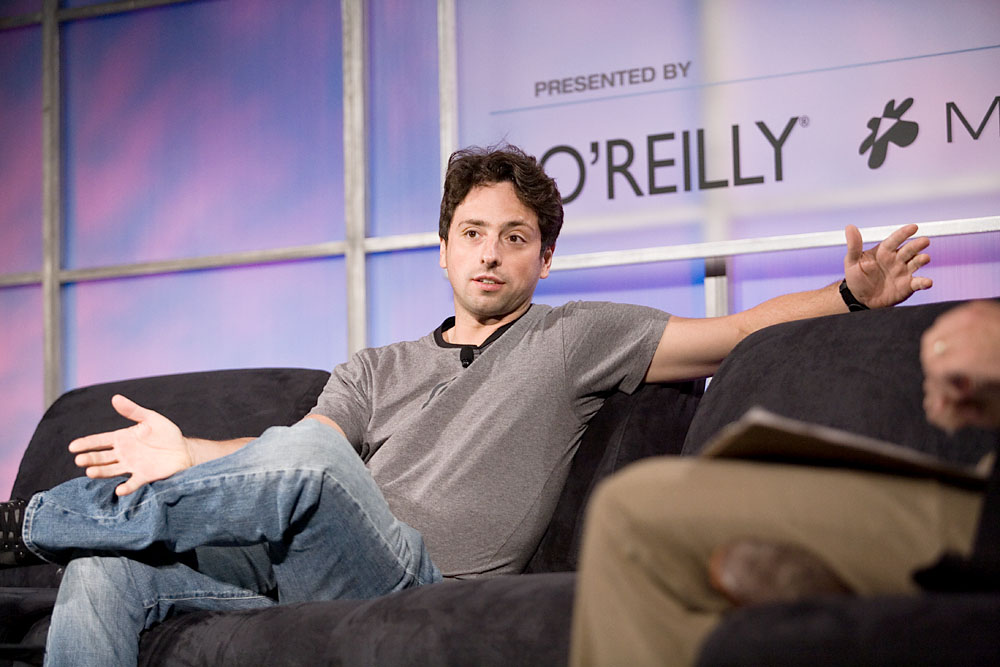
El cofundador de Google, Sergey Brin, hablando en una conferencia de la Web 2.0.

El individualismo es uno de los rasgos definitorios de la generación X, y se refleja en su espíritu emprendedor. En el libro de 2008 X Saves the World: How Generation X Got the Shaft but Can Still Keep Everything from Sucking, el autor Jeff Gordinier describe a la generación X como un «caballo negro demográfico» que «no busca el protagonismo». Gordiner cita ejemplos de las contribuciones de la generación X a la sociedad como Google, Wikipedia, Amazon, y YouTube, argumentando que si los boomers las hubieran creado, «nunca oiríamos sobre ellas». En el libro, Gordinier contrasta a los gen X con los baby boomers, diciendo que estos tienden a pregonar sus logros más que los gen X, creando lo que él describe como «elaboradas mitologías» alrededor de sus logros. Gordiner cita a Steve Jobs como ejemplo, mientras que la generación X, argumenta, es más probable que «hagan lo suyo tranquilamente».
En un artículo publicado en 2007 en la Harvard Business Review, los autores Strauss y Howe escribieron sobre la generación X: «Ya son la mayor generación de empresarios en la historia de Estados Unidos; su conocimiento de la alta tecnología y su resistencia al mercado han ayudado a Estados Unidos a prosperar en la era de la globalización». Según los autores Michael Hais y Morley Winograd:

Las pequeñas empresas y el espíritu empresarial que encarnan los gen X se han convertido en una de las instituciones más populares de Estados Unidos. Ha habido un cambio reciente en el comportamiento del consumidor y la generación X se unirá a la «generación idealista» para alentar la celebración del esfuerzo individual y la toma de riesgos empresariales. Como resultado, los gen X provocarán un renacimiento del espíritu empresarial en la vida económica, incluso cuando la confianza general en las instituciones económicas disminuya. Los clientes, y sus necesidades y deseos (incluyendo a los milénicos) se convertirán en la Estrella del Norte para toda una nueva generación de empresarios.

Un estudio realizado en 2015 por Sage Group señalaba que los gen X «dominan el campo de juego» con respecto a la fundación de empresas emergentes en Estados Unidos y Canadá, ya que promueven la mayoría (55 %) de las empresas nuevas en 2015. Además, en Reino Unido, un estudio de 2016 sobre más de 2500 oficinistas realizado por Workfront descubrió que los encuestados de todas las edades seleccionaron a los de la generación X como los empleados más trabajadores del mercado laboral actual (elegidos por el 60 %). La generación X también fue clasificada como la más alta entre los compañeros de trabajo por tener la ética de trabajo más fuerte (elegida por el 59,5 %), por ser la más servicial (55,4 %), la más capacitada (54,5 %), y la que mejor resuelve los problemas (41,6 %).
Beneficios de una educación universitaria
A diferencia de los milénicos, la generación X fue la última generación en Estados Unidos para la cual la educación superior fue ampliamente remunerada financieramente. En 2019, el Banco de la Reserva Federal de San Luis publicó una investigación (utilizando datos de la Survey of Consumer Finances de 2016) que demostraba que, después de revisar por raza y edad, las familias de la cohorte con cabezas de familia con educación postsecundaria y nacidos antes de 1980 habían obtenido primas y bonificaciones, mientras que, para los nacidos después de 1980, la prima de riqueza se ha debilitado hasta el punto de ser insignificante desde el punto de vista estadístico (en parte debido al aumento del costo de la universidad). La prima de ingresos, si bien sigue siendo positiva, ha disminuido a mínimos históricos, con trayectorias descendentes más pronunciadas entre los cabezas de familia con títulos de posgrado.
Paternidad y voluntariado
En cuanto a la defensa de sus hijos en el ámbito educativo, el autor Neil Howe describe a los padres de la gen X como distintos a los padres de la generación de la posguerra. Howe argumenta que los gen X no son padres helicópteros, que describe como un estilo de crianza de padres boomer de milénicos. Howe describe a los gen X en cambio como «padres luchadores sigilosos», debido a la tendencia de los padres de los gen X a dejar pasar los problemas menores y a no cernerse sobre sus hijos en el entorno educativo, sino a intervenir con fuerza y rapidez en caso de problemas más graves. En 2012, la Corporación para el Servicio Nacional y Comunitario clasificó las tasas de voluntarios de la gen X en Estados Unidos en «29,4 % por año», la más alta en comparación con otras generaciones. Las clasificaciones se basaron en un promedio móvil de tres años entre 2009 y 2011.
Diferencia de ingresos con las generaciones anteriores
Un informe titulado Economic Mobility: Is the American Dream Alive and Well? se centró en los ingresos de los varones de 30 a 39 años en 2004 (los nacidos entre abril de 1964 y marzo de 1974). El estudio se publicó el 25 de mayo de 2007 y en él se destacaba que los hombres de esta generación ganaban menos (un 12 %) que sus padres a la misma edad en 1974, invirtiendo así una tendencia histórica. Concluyó que, por año, el aumento de los ingresos familiares generados por padres e hijos se redujo de un promedio de 0,9 % a 0,3 %, apenas al ritmo de la inflación. «Los ingresos familiares han aumentado sin embargo (durante el período de 1947 a 2005) porque más mujeres han ido a trabajar», «apoyando los ingresos de los hombres, al añadir un segundo asalariado a la familia. Y como en el caso de los ingresos masculinos, la tendencia es a la baja.»

## Arte y cultura

### Música

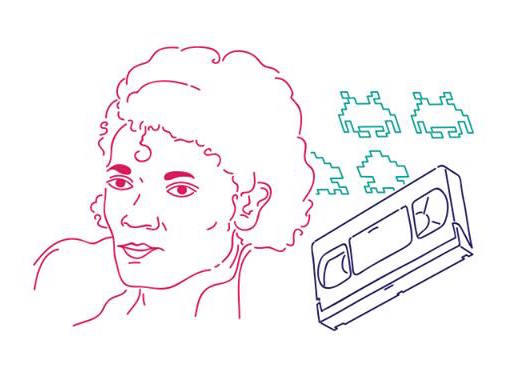
En esta ilustración se muestran tres referentes culturales de la generación X: el cantante Michael Jackson, que dominó las listas de éxitos de la música pop en el decenio de 1980; los personajes alienígenas del popular videojuego arcade Space Invaders; y un videocasete, que revolucionó el entretenimiento doméstico al permitir a los telespectadores grabar programas y ver películas pregrabadas en casa

Los gen X fueron la primera cohorte en llegar a la mayoría de edad con MTV. Fueron la primera generación que experimentó el surgimiento de los videos musicales en la adolescencia y a veces se les llama la generación MTV. Los gen X fueron responsables del movimiento de rock alternativo de los años 90 y 2000, incluyendo el subgénero grunge. El hip hop también ha sido descrito como la música que define a esta generación, particularmente a artistas como Tupac Shakur, N.W.A., y The Notorious B.I.G.
Punk-rock

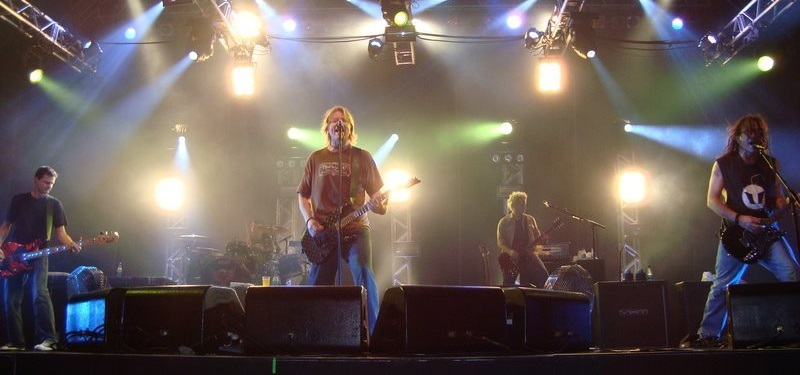
The Offspring actuando en 2008 en Fortaleza, Brasil

De 1974 a 1976 surgió una nueva generación de bandas de rock como Ramones,The Dead Boys, The Cramps, Patti Smith, New York Dolls, Johnny Thunders and the Heartbreakers, The Dictators en la ciudad de Nueva York, los Sex Pistols, The Clash, The Damned, Joy Division, Siouxsie And The Banshees, The Cure y Buzzcocks en Reino Unido, y The Saints en Brisbane. A finales de 1976, se reconocía en general que estas formaban la vanguardia del punk-rock, y a medida que se acercaba 1977 se convirtió en un fenómeno cultural importante y controvertido en Reino Unido. Dio origen a una subcultura punk que expresaba una rebelión juvenil caracterizada por estilos distintivos de vestimenta y adornos (que iban desde camisetas deliberadamente ofensivas, chaquetas de cuero, bandas con tachones o púas y joyas, así como ropa de bondage y S&M) y una variedad de ideologías antiautoritarias que desde entonces se han asociado a la moda. En 1977 la influencia de la música punk-rock y la subcultura se hizo más penetrante, extendiéndose por varios países del mundo. Generalmente se arraigó en las escenas locales que tendían a rechazar la afiliación a la corriente principal. A finales del decenio de 1970 el punk experimentó su segunda ola, en la que un conjunto de actores que no fueron activos durante sus años de formación adoptaron el estilo.
Si bien al principio los músicos punk no eran los propios gen X (muchos de ellos eran de la última generación de la posguerra, o la generación Jones), la base de fanes del punk se fue orientando cada vez más hacia la gen X a medida que sus primeros miembros entraban en la adolescencia, y por lo tanto dejó una huella significativa en la cohorte. En los años ochenta, subgéneros más rápidos y agresivos como el hardcore punk (por ejemplo, Minor Threat), el street punk (por ejemplo, The Exploited, NOFX) y el anarcopunk (por ejemplo, Subhumans) se convirtieron en los modos predominantes del punk-rock. Los músicos que se identificaban con el punk o se inspiraban en él a menudo seguían más tarde otras direcciones musicales, lo que dio lugar a una amplia gama de variantes, resultando géneros como el post-punk, la new wave y más tarde el indie pop, el rock alternativo y el noise rock. Los gen X ya no eran simplemente los consumidores de punk sino que se convirtieron también en los creadores. En el decenio de 1990 el punk-rock resurgió en la corriente dominante, ya que las bandas de punk-rock y pop punk con miembros de gen X como Green Day, Rancid, The Offspring y Blink-182 dieron al género una amplia popularidad.
Grunge

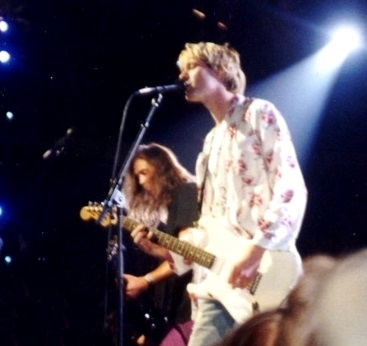
El cantante de Nirvana Kurt Cobain (fotografiado aquí en 1992) fue llamado la voz de la generación X en la década de 1990, desempeñando el mismo papel para este grupo demográfico que Bob Dylan y John Lennon desempeñaron para los baby boomers en la década de 1960.

Un ejemplo notable de rock alternativo es la música grunge y la subcultura asociada que se desarrolló en el Noroeste del Pacífico de EE. UU. Las letras de las canciones grunge han sido llamadas el «...producto del malestar de la generación X». Vulture.com comentó: «las mejores bandas surgieron del aburrimiento de los niños de la llave». «La gente grababa discos para complacerse a sí misma porque no había nadie más a quien complacer», comentó el productor Jack Endino. Las letras del grunge son típicamente oscuras, nihilistas, llenas de angustia, y a menudo tratan temas como la alienación social, la desesperación y la apatía. The Guardian escribió que el grunge «no reciclaba clichés banales sino que abordaba temas de peso». Los temas de las letras del grunge incluían la falta de vivienda, el suicidio, la violación, los hogares rotos, la drogadicción, el autodesprecio, la misoginia, el abuso doméstico y la búsqueda de «significado en un universo indiferente». Las letras del grunge tendían a ser introspectivas y tenían como objetivo permitir al oyente ver dentro de los asuntos personales ocultos y examinar la depravación en el mundo. Entre las bandas de grunge más destacadas se incluyen Nirvana, Pearl Jam, Alice in Chains, Stone Temple Pilots y Soundgarden.
Hip hop

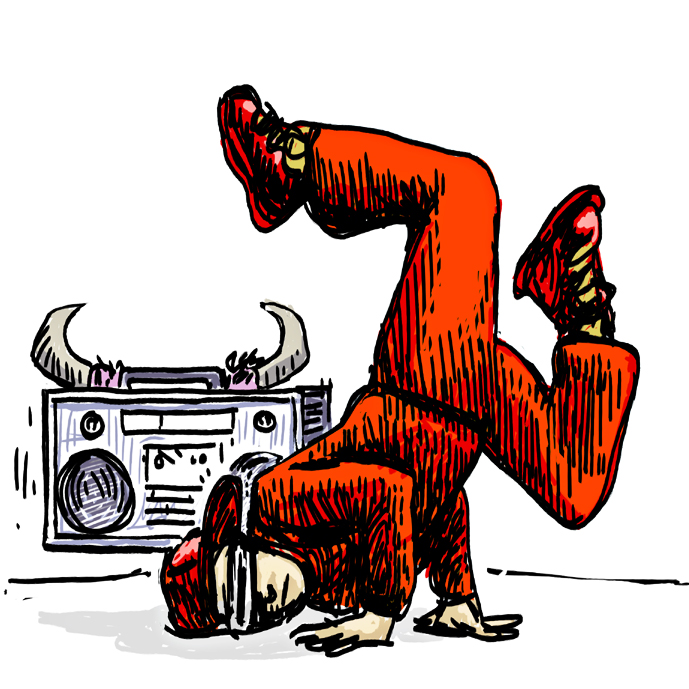
Esta caricatura muestra a un bailarín de los años 80 haciendo break dance, una forma de danza afroamericana que fue parte clave de la cultura del hip hop

La edad de oro del hip hop se refiere a la música hip hop hecha desde mediados de la década de 1980 hasta mediados de la década de 1990, típicamente por artistas originarios del área metropolitana de Nueva York, que se caracterizó por su diversidad, calidad, innovación e influencia después de la aparición y el establecimiento del género en la década anterior. Hubo varios tipos de temas, mientras que la música era experimental y el sample ecléctico. Los artistas que más se asocian a este período son LL Cool J, Run-D.M.C., Public Enemy, Beastie Boys, KRS-One, Eric B. & Rakim, De La Soul, Big Daddy Kane, EPMD, A Tribe Called Quest, Slick Rick, Ultramagnetic MCs, y Jungle Brothers. Los lanzamientos de estos artistas coexistieron en este periodo con los de los primeros artistas de gangsta rap como Ice T, Geto Boys y N.W.A., los sex raps de 2 Live Crew y Too Short, y la música orientada a la fiesta de artistas como Kid 'n Play, The Fat Boys, DJ Jazzy Jeff & The Fresh Prince y MC Hammer.
Además de la autoglorificación lírica, el hip hop también se utilizó como una forma de protesta social. El contenido lírico de la época a menudo llamaba la atención sobre una variedad de cuestiones sociales, como la vida afrocéntrica, el consumo de drogas, la delincuencia y la violencia, la religión, la cultura, el estado de la economía estadounidense y la lucha del hombre moderno. Los temas del hip hop consciente y político de la época fueron una respuesta a los efectos del capitalismo estadounidense y a la economía política conservadora del expresidente Reagan. Según Rose Tricia, «En el rap, las relaciones entre la práctica cultural negra, las condiciones sociales y económicas, la tecnología, la política sexual y racial, y la institución policial del terreno popular son complejas y están en constante movimiento». Aunque el hip hop se utilizaba como mecanismo para diferentes cuestiones sociales, seguía siendo muy complejo con problemas dentro del propio movimiento. También se hacía a menudo hincapié en el nacionalismo negro. Los artistas de hip hop a menudo hablaban de la pobreza urbana y de los problemas del alcohol, las drogas y las pandillas en sus comunidades. La canción más influyente de Public Enemy, Fight the Power, salió en esta época; la canción habla al gobierno, proclamando que la gente del gueto tiene libertad de expresión y derechos como cualquier otro americano.

### Cine independiente

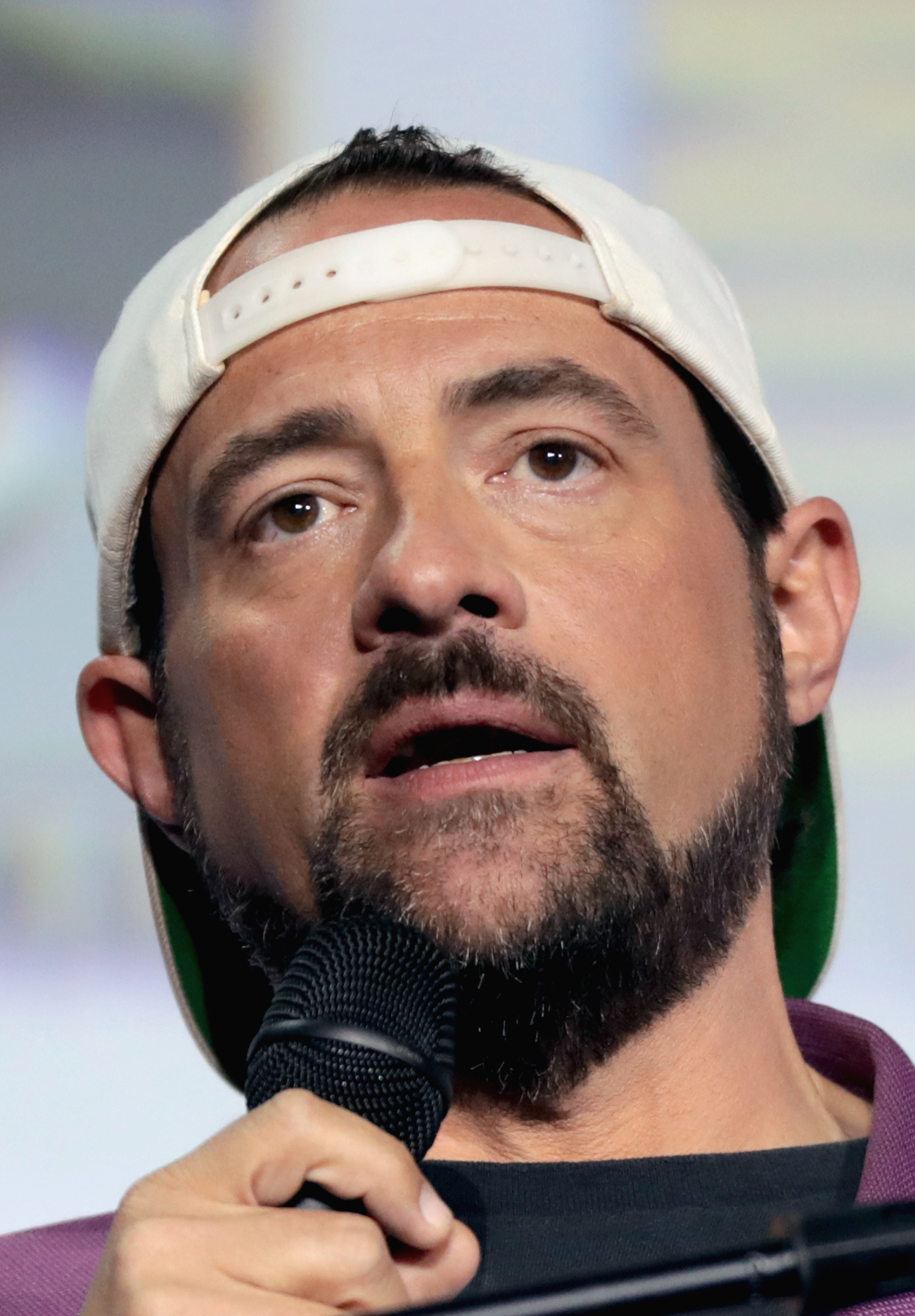
Kevin Smith es un influyente cineasta independiente de la gen X; su película insignia es Clerks

La generación X fue en gran medida responsable del movimiento de cine independiente de la década de 1990, tanto como jóvenes directores y en gran parte como el público que alimentaba la demanda de tales películas. En el cine, los directores Kevin Smith, Quentin Tarantino, Sofia Coppola, John Singleton, Spike Jonze, David Fincher, Steven Soderbergh y Richard Linklater han sido llamados cineastas de la generación X. Smith es principalmente conocido por sus películas View Askewniverse; su película insignia es Clerks, que se desarrolla en Nueva Jersey alrededor de 1994, y se centra en dos empleados veinteañeros de tienda. Slacker de Linklater explora de manera similar a los personajes adultos jóvenes que estaban interesados en filosofar. Aunque no es miembro de la gen X, el director John Hughes ha sido reconocido por haber creado películas clásicas para adolescentes de los años 80 con personajes que «toda una generación se apropió», incluyendo The Breakfast Club, Sixteen Candles, Weird Science y Ferris Bueller's Day Off. En Francia surgió un nuevo movimiento, el Cinéma du look, encabezado por los cineastas Luc Besson, Jean-Jacques Beineix y Leos Carax. Aunque no se trata de la propia generación X, Subway (1985), 37°2 le matin (en inglés: Betty Blue; 1986), y Mala sangre (1986) trataron de captar en la pantalla el malestar de la generación, la sensación de atrapamiento y el deseo de escapar.

### Literatura
La literatura de los primeros miembros de la generación es a menudo oscura e introspectiva. En Estados Unidos, autores como Elizabeth Wurtzel, David Foster Wallace, Bret Easton Ellis y Douglas Coupland capturaron el espíritu de esta generación. En Francia, Michel Houellebecq y Frédéric Beigbeder figuran entre los principales novelistas cuya obra también refleja la insatisfacción y la melancolía de la cohorte. En Reino Unido, Alex Garland, autor de The Beach (1996), se sumó al género.

## Problemas de salud
Si bien investigaciones anteriores han indicado que la probabilidad de ataques cardíacos estaba disminuyendo entre los estadounidenses de 35 a 74 años de edad, un estudio realizado en 2018 y publicado en la revista de la American Heart Association, Circulation, reveló que no era así entre los jóvenes. Analizando los datos de 28 000 pacientes de todo Estados Unidos que fueron hospitalizados por ataques cardíacos entre 1995 y 2014, encontraron que un número cada vez mayor de esos pacientes tenía entre 35 y 54 años. En particular, el número de pacientes de ataque cardíaco en este grupo de edad al final del estudio fue del 32 %, frente al 27 % al comienzo del estudio. Este aumento es más pronunciado entre las mujeres, para las cuales el número pasó del 21 % al 31 %. Un tema común entre los que sufrieron ataques cardíacos es que también tenían presión alta, diabetes y enfermedad renal crónica. Al igual que antes, se descubrió que esas tendencias eran más comunes entre las mujeres que entre los hombres. Los expertos sugieren varias razones para ello. Las enfermedades como la de las arterias coronarias son tradicionalmente vistas como un problema de los hombres, y como tales, los pacientes femeninos no son considerados individuos de alto riesgo. Muchas mujeres no solo son las principales cuidadoras de sus familias, sino también empleadas a tiempo completo, lo que significa que no se cuidan a sí mismas tanto como deberían.

## Descendientes
La generación X suelen ser los padres de los Zoomers, y a veces de los Millennials. Jason Dorsey, que trabaja para el Center of Generational Kinetics, observó que al igual que sus padres de la generación X, los miembros de la generación Z tienden a ser autónomos y pesimistas. Necesitan menos validación que los milénicos y típicamente se alfabetizan financieramente a una edad más temprana ya que muchos de sus padres soportaron todo el peso de la Gran Recesión.
| Predecesor: Boomers | Generación X | Sucesor: Millennials |